# Bukownica (gromada)
Bukownica – dawna gromada, czyli najmniejsza jednostka podziału terytorialnego Polskiej Rzeczypospolitej Ludowej w latach 1954–1972.
Gromady, z gromadzkimi radami narodowymi (GRN) jako organami władzy najniższego stopnia na wsi, funkcjonowały od reformy reorganizującej administrację wiejską przeprowadzonej jesienią 1954 do momentu ich zniesienia z dniem 1 stycznia 1973, tym samym wypierając organizację gminną w latach 1954–1972.
Gromadę Bukownica z siedzibą GRN w Bukownicy utworzono – jako jedną z 8759 gromad na obszarze Polski – w powiecie kępińskim w woj. poznańskim, na mocy uchwały nr 23/54 WRN w Poznaniu z dnia 5 października 1954. W skład jednostki wszedł obszar dotychczasowej gromady Bukownica, ponadto miejscowość Chlewo z dotychczasowej gromady Chlewo, miejscowość Kamola z dotychczasowej gromady Przedborów oraz miejscowości Marszałki, Zamysły i Gruszczyński Młyn z dotychczasowej gromady Marszałki – ze zniesionej gminy Grabów (nad Prosną) w tymże powiecie.
13 listopada 1954 (z mocą obowiązującą od 1 października 1954) gromada weszła w skład nowo utworzonego powiatu ostrzeszowskiego w tymże województwie, gdzie ustalono dla niej 17 członków gromadzkiej rady narodowej.
1 stycznia 1962 do gromady Bukownica włączono miejscowość Huby Wielkie z gromady Grabów n/Prosną oraz miejscowość Huby Małe ze znoszonej gromady Kaliszkowice Kaliskie w tymże powiecie.
31 grudnia 1971 gromadę zniesiono, a jej obszar włączono do gromady Grabów n/Prosną w tymże powiecie.